# Lipoltov
Lipoltov (in tedesco Lapitzfeld) è una frazione di Tuřany, comune ceco del distretto di Cheb, nella regione di Karlovy Vary.

## Geografia fisica
Il villaggio si trova ad 1,5 km ad ovest di Tuřany. Nel villaggio sono state registrate 14 abitazioni, nelle quali vivono 20 persone.